# Теракт в военном аэропорту Кабула (2023)
1 января 2023 года произошёл взрыв на блокпосту возле военного аэродрома в Кабуле, расположенного примерно в 200 метрах от гражданского международного аэропорта столицы Афганистана.

## Предыстория
После победы исламистского движения «Талибан» в афганском конфликте (август 2021 года) участились теракты группировки «Исламское государство» (ИГ), соперничавшей с талибами за власть в стране. В большинстве случаев нападениям подвергались вооруженные патрули и представители шиитского меньшинства. Хотя новая власть отказывалась в это верить, но её противники зарекомендовали себя как одна из величайших угроз политической стабильности государства.

## Ход событий
Нафи Такур, представитель МВД режима талибов, первым сообщил о теракте. Взрыв на объекте, осуществленный террористом-смертником, произошел около 8 часов утра у первых ворот военного аэродрома.
Во время нападения, по словам Такура, несколько человек были убиты и ранены. На следующий день, 2 января, ответственность за взрыв взяла на себя группировка «Исламское государство», заявив, что в результате теракта 20 человек погибли и 30 получили ранения. МВД страны опровергло эти цифры.
Аль-Джазира со ссылкой на источник в правительстве талибов сообщила, что 14 человек были убиты и 18 ранены. Известно, что среди погибших были офицеры ВВС. Однако официальные цифры властями не оглашались.

## Подозреваемый
Представители талибов опознали подозреваемого. За несколько недель до этого он вместе с другим боевиком ИГ совершил нападение на одну из столичных гостиниц.